# Thomas Moore
Thomas Moore (Dublino, 28 maggio 1779 – Sloperton, 25 febbraio 1852) è stato un poeta, commediografo e attore teatrale irlandese, ricordato soprattutto per la sua ballata popolare The Minstrel Boy, per la poesia The Last Rose of Summer e per la raccolta delle sue melodie.

## Biografia

### Primi anni
Thomas Moore nacque ad Aungier-street, a Dublino, in Irlanda, il 28 maggio 1779. Suo padre gestiva un negozio di alimentari, sua madre, Anastasia Codd, era originaria di Wexford. Aveva due sorelle minori, Kate ed Ellen.
Da una età relativamente giovane Moore aveva mostrato un interesse per la musica e altre arti dell'intrattenimento. Recitò in alcune commedie realizzate con i suoi amici, come The Poor Soldier, di John O'Keeffe, e si convinse di voler diventare un attore. Frequentò numerose scuole di Dublino tra cui la Samuel Whyte's English Grammar School, in Grafton Street, dove imparò l'accento inglese che avrebbe poi utilizzato per il resto della sua vita. Dal 1795 Studiò al Trinity College, che da poco aveva consentito l'ingresso anche a studenti cattolici, nel tentativo di diventare avvocato, spinto dalla madre. Moore inizialmente fu un bravo studente, ma in seguito tese ad applicarsi di meno agli studi. Il periodo passato al Trinity College ricalcò le turbolenze seguite alla rivoluzione francese e un certo numero di suoi compagni, come Robert Emmett, divennero sostenitori della Society of United Irishmen che cercava il sostegno del governo francese per innescare una rivoluzione simile anche in Irlanda. Questa situazione portò anche alla rivolta irlandese del 1798.

### Prime affermazioni
Studiò giurisprudenza al Middle Temple, a Londra. Cominciò a scrivere poesie e ballate per le quali presto ottenne grande fama. Le sue prime opere includevano The Harp That Once Through Tara's Halls, Believe Me, if All Those Endearing Young Charms, The Meeting of the Waters e molte altre. Le sue ballate furono poi pubblicate come Moore's Irish Melodies (comunemente chiamate anche Moore's Melodies) nel 1846 e nel 1852. Fu in questo periodo che incontrò una ragazza, Lena Angese, che lo incoraggiò nel suo lavoro di produzione artistica. Lo aiutò anche con alcune composizioni e divennero amici intimi. Nonostante sia stato detto che si fosse innamorata di lui, Lena improvvisamente scomparve. Dopo una breve ricerca, Thomas scoprì poi che era morta.
Dopo il trasferimento a Londra, nel 1799, tradusse le Odi di Anacreonte ed alcune poesie con lo pseudonimo di Late Thomas Little.
Moore è stato molto più di un cantastorie. Ebbe grande successo come intellettuale ed artista nella società londinese, incontrò il Principe di Galles in diverse occasioni e godette, in particolare, del patrocinio dell'aristocratico irlandese Lord Moira. Moore pernottò ripetutamente a casa di Moira a Donnington Park, nel Leicestershire, dove poteva accedere alla sua ampia biblioteca. Collaborò con Michael Kelly per mettere in scena The Gypsy Prince, nel 1801, che Moore non considerò mai un successo. Sulla scia del fallimento dell'opera scelse di non scrivere per il teatro per il decennio seguente.

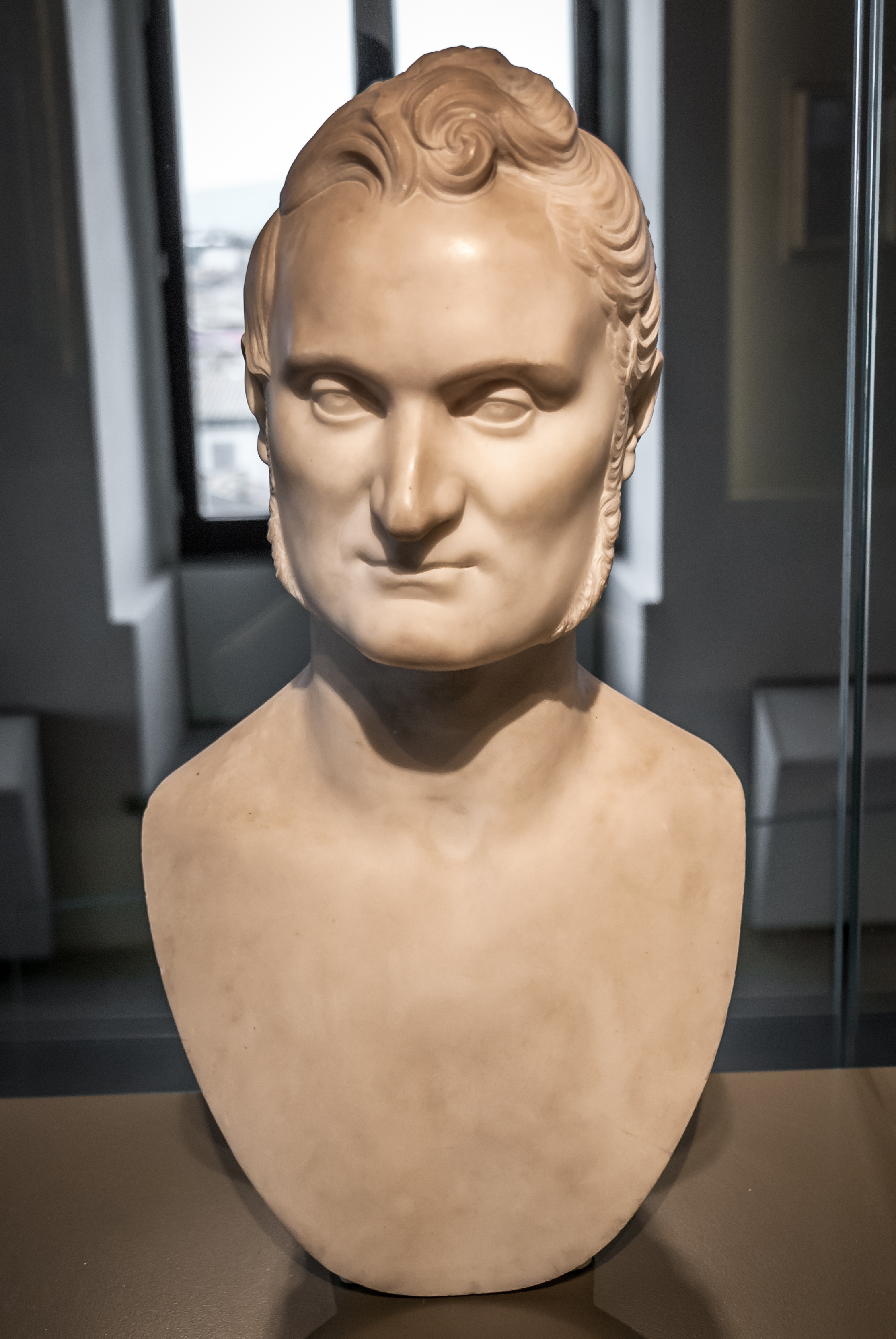
Busto di Thomas Moore di Lorenzo Bartolini (1840) nel Palazzo Pretorio di Prato

### Nord America
Nel 1803 fu nominato cancelliere all'Ammiragliato delle Bermuda. Trascorse circa tre mesi sull'isola, ma trovò presto la sua occupazione poco stimolante. Sebbene trasse ispirazione dal paesaggio delle Bermuda, trovò la sua società estremamente e culturalmente limitata e ripartì subito per Norfolk. A causa di questa sua breve permanenza è stato a volte considerato, in maniera non ufficiale, poeta laureato delle Bermuda.
Da Norfolk partì poi per un viaggio attraverso gli Stati Uniti e il Canada, in una sorta di Grand Tour. Durante questi peregrinaggi, Moore sviluppò una visione profondamente critica degli Stati Uniti. Egli non amava particolarmente la visione della società del Partito Democratico-Repubblicano e del presidente Thomas Jefferson. A Washington restò per un breve periodo con l'ambasciatore britannico ed ebbe l'occasione di conoscere personalmente il presidente. Visitò poi varie città americane, tra cui Philadelphia, dove aveva già una solida reputazione, e poi verso il Canada, fermandosi alle cascate del Niagara. Tornò Gran Bretagna dalla Nuova Scozia a bordo di una nave della Royal Navy ed arrivò a destinazione nel mese di novembre del 1804.

### Il duello e il matrimonio
Fu dopo il suo ritorno che pubblicò il suo libro, Epistles, Odes, and Other Poems, che conteneva, tra l'altro, un peana dedicato allo storico Cohoes Cascate chiamato Lines Written at the Cohos, or Falls of the Mohawk River. Uno dei temi affrontati più frequentemente dopo il suo ritorno dagli Stati Uniti fu la schiavitù . Moore criticò in maniera beffarda e feroce gli Stati Uniti il che provocò indignazione in America e portò ad una serie di reazioni pubbliche.
In Gran Bretagna, una revisione critica del suo lavoro portò Moore a sfidare in duello l'editore Francis Jeffrey. Si diedero appuntamento a Chalk Farm ma il duello fu interrotto dall'arrivo delle autorità e vennero entrambi arrestati. Le testimonianze secondo le quali all'avversario di Moore era stata consegnata per il duello una pistola non carica lo tormentartono per anni e furono anche causa di beffeggio verso di lui. Anche Lord Byron provò a sbeffeggiare Moore scrivendo di una "pistola senza piombo" (leadless pistol) e di come si era poi scoperto che "i proiettili, così come il coraggio dei duellanti, erano evaporati". Moore reagì violentemente allo sbeffeggio e inviò una lettera a Byron in cui affermava che se l'affronto non fosse stato chiarito lo avrebbe sfidato a duello. Tuttavia, Byron aveva lasciato la Gran Bretagna e la lettera non lo raggiunse. Quando i due alla fine si incontrarono risolsero la controversia divenendo poi ottimi amici.
Tra il 1808 e il 1810 Moore prese parte ad una serie di spettacoli di beneficenza a Kilkenny messi in scena da un gruppo di importanti attori irlandesi. Moore apparve spesso in ruoli comici e in commedie come The Rivals, di Richard Brinsley Sheridan, e The Castle of Andalusia, di John O'Keeffe.
Sposò un'attrice, Elizabeth "Bessy" Dyke, nel 1811, che aveva incontrato nel corso di queste messe in scena, anche se inizialmente si innamorò della sua sorella, Mary Ann Duff. Elizabeth era la figlia di un ufficiale della Compagnia britannica delle Indie orientali cresciuta con la madre e le sue tre sorelle. Moore inizialmente non aveva detto nulla ai suoi genitori del matrimonio, probabilmente perché la moglie era inglese protestante o forse perché il fatto che ella non avesse alcuna dote non sarebbe stato accettato di buon grado. Moore, infatti, trascorreva una vita dispendiosa e, nonostante le ingenti somme che guadagnava grazie alle sue pubblicazioni, si trovò presto sommerso dai debiti, una situazione chi si aggravò dopo un'appropriazione indebita di denaro da parte dell'uomo che faceva le sue veci alle Bermuda. Moore divenne responsabile per l'appropiazione indebita di 6000 sterline dopo aver perso una sentenza in una causa contro l'Ammiragliato.

### Melodie irlandesi
Nei primi anni della sua carriera, il lavoro di Moore era stato in gran parte generico e, se fosse morto a questo punto, probabilmente non sarebbe stato ricordato come poeta irlandese. Dal 1806-1807 Moore cambiò radicalmente il suo stile di scrittura e il soggetto. A seguito della richiesta di un editore, scrisse i testi di una serie di melodie irlandesi, in collaborazione con John Stevenson, che furono poi pubblicati in diversi volumi. Moore divenne noto soprattutto per queste melodie che divennero enormemente popolari e contribuirono a diffondere la sua passione per le radici irlandesi e per la storie e il folklore del suo paese natio. Tra di esse si ricordano The Minstrel Boy, The Last Rose of Summer'' e Oft, in the Stilly Night.
Nel 1811 Moore scrisse M.P., conosciuta anche come The Blue Stocking, un'opera comica, in collaborazione con Samuel Arnold. Anche se ricevette recensioni positive, a Moore non piaceva scrivere per il teatro e decise, ancora una volta, di non scrivere più commedie, pur essendo più volte tentato negli anni seguenti. Tra il 1810 e il 1820 scrisse un certo numero di satire politiche. Dopo essere stato inizialmente un fedele sostenitore del principe di Galles, gli si rivolse contro dopo il 1811, quando divenne principe reggente ed aveva appoggiato il Partito Tory. Un altro obiettivo importante delle sue satire fu il ministro degli esteri lord Castlereagh, in Tom Crib's Memorial to Congress, una parodia del Congresso di Aquisgrana (1818) in cui la conferenza diplomatica venne dipinta come un incontro di boxe. Nel 1818 scrisse The Fudge Family in Paris (La famiglia Fudge a Parigi), una storia in cui una famiglia britannica visita Parigi, che ebbe anche un sequel, The Fudge Family in England (La famiglia Fudge in Inghilterra), nel 1835.
In questo periodo Moore iniziò anche a lavorare su una biografia del drammaturgo e politico Richard Brinsley Sheridan, che aveva incontrato numerose volte, ma, in parte per ragioni legali, non fu pubblicata fino al 1825.

### L'"esilio"
Esposto al debito di 6.000 sterline a seguito della sentenza della Corte dell'Ammiragliato nel 1819, Moore respinse numerose offerte di aiuti finanziari avanzate dai suoi amici e ammiratori e fu costretto a lasciare la Gran Bretagna. In compagnia di Lord John Russell effettuò un Grand Tour attraverso la Francia, la Svizzera e l'Italia e visse a Parigi fino al 1822 (in particolare con la famiglia Martin de Villamil), quando il debito fu finalmente ripagato in parte con l'aiuto del suo ultimo mecenate, Lord Lansdowne, e con un anticipo datogli dal suo editore Longman. A Parigi, pubblicò il poemetto The Loves of the Angels (Gli amori degli angeli), nel 1823.
Durante i suoi viaggi attraverso l'Europa trascorso del tempo con Lord Byron a Venezia: questo fu il loro ultimo incontro. Byron consegnò a Moore le sue memorie con l'istruzione di pubblicarle solo dopo la sua morte come esecutore letterario. Moore fu poi molto criticato, in seguito, per essersi lasciato convincere a distruggere le memorie per volere della famiglia di Byron a causa del loro contenuto. Moore, tuttavia, modificò il loro contenuto e pubblicò Letters and Journals of Lord Byron, with Notices of his Life nel 1830, sei anni dopo la morte di Byron, avvenuta nel 1824 in Grecia.

### Il ritorno in Gran Bretagna

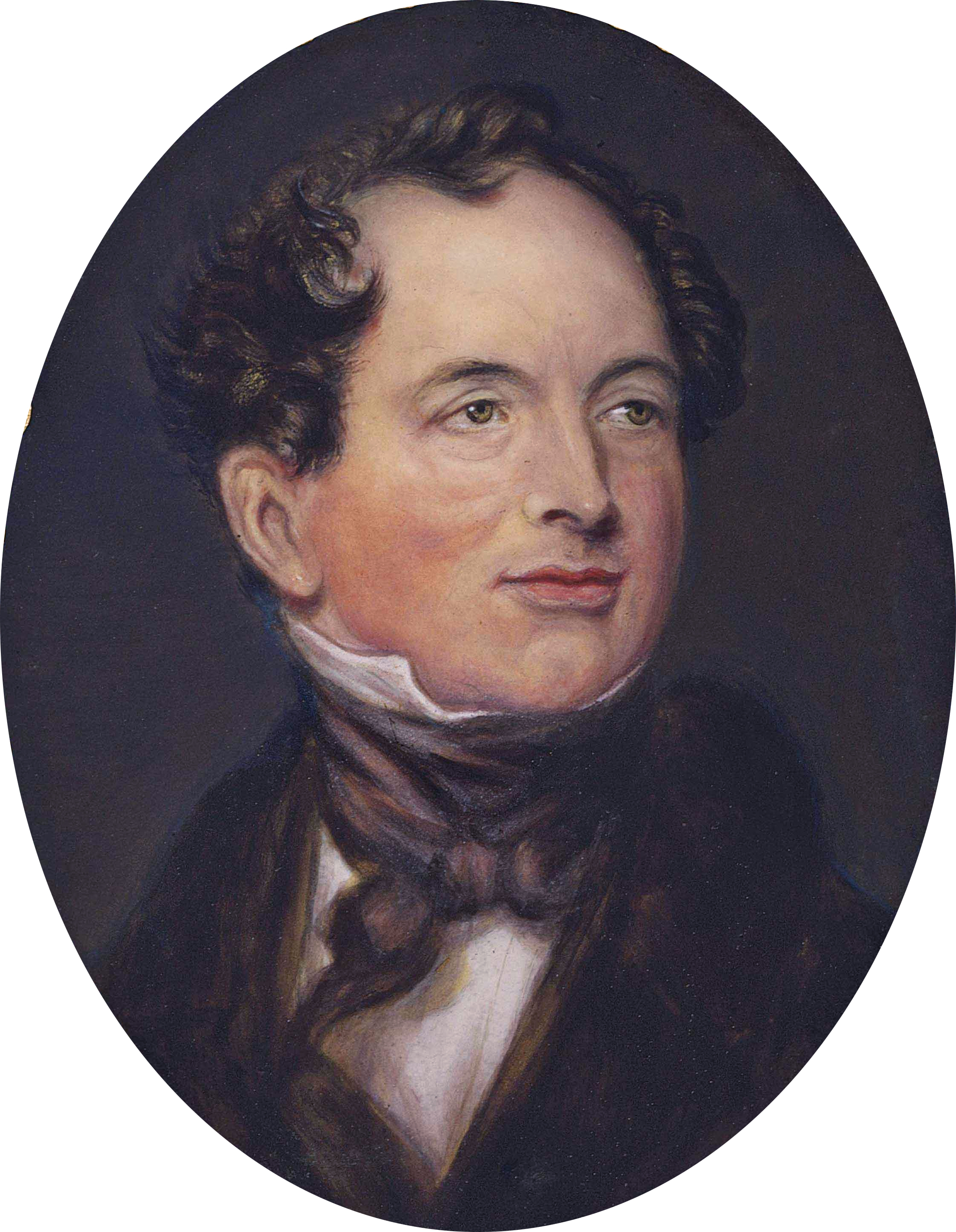
Thomas Moore in un ritratto di Thomas Lawrence

Dopo il ritorno in Gran Bretagna, Moore pubblicò nuove poesie ma a dispetto di recensioni positive e buoni ritorni economici, restò sempre più disilluso da tale forma letteraria e iniziò a prendere in considerazione l'idea di scrivere romanzi, un genere che stava divenendo sempre più popolare anche grazie al successo di Walter Scott. Nell'ottobre del 1825 riuscì poi a pubblicare Memoirs of the Life of Richard Brinsley Sheridan, dopo nove anni di lavoro, che si rivelò subito molto popolare e che fu pubblicato in diverse edizioni, contribuendo a rinsaldare la reputazione di Moore nell'ambiente letterario.
Si stabilì poi a Cottage Sloperton, a Bromham, Wiltshire, e divenne romanziere e biografo in pianta stabile. Nel periodo del Reform Act fu invitato a presenziare in parlamento, proposta che egli considerò in un primo momento ma che poi non andò in porto. Nel 1829 fu ritratto da Thomas Lawrence, una delle ultime opere realizzate dall'artista. Nel 1830 cantò di fronte alla futura regina Vittoria in un duetto con la madre, e più tardi compose Sovereign Woman in suo onore.
Moore è stato per molti anni un forte sostenitore dell'emancipazione cattolica, che egli considerava una questione di primaria importanza per l'Irlanda e l'unica ragione dietro le rivolte del 1798, posizione che aveva ribadito in Life and Death of Lord Edward Fitzgerald, del 1831. Ebbe sempre rapporti difficili con il leader della Catholic Association, Daniel O'Connell, che Moore considerava come un demagogo, accusando lui e i suoi seguaci di aver offuscato il patriottismo irlandese. Dopo l'approvazione della Roman Catholic Relief Act nel 1829 Moore ritenne che il suo coinvolgimento nella politica fosse giunto alla conclusione. Moore fu anche simpatizzante dei Greci nella loro Guerra d'Indipendenza, una passione che condivideva con il suo amico Byron.
La sua vita personale fu sconvolta dalla tragica scomparsa di tutti i suoi cinque figli durante il corso della sua vita (Anne, all'età di 5 anni nel 1817; Anastasia Mary, a 17 anni nel 1829; Olivia a pochi mesi di età; John Russell, a 19 anni nel 1842 e Thomas Lansdowne, a 27 anni nel 1849) e da un grave infarto. Morì a Sloperton il 26 febbraio 1852. Le sue spoglie si trovano in una volta nella chiesa di St. Nicholas, a Bromham, accanto a quelle della figlia Anastasia.

## Opere
- Odes of Anacreon (1800)

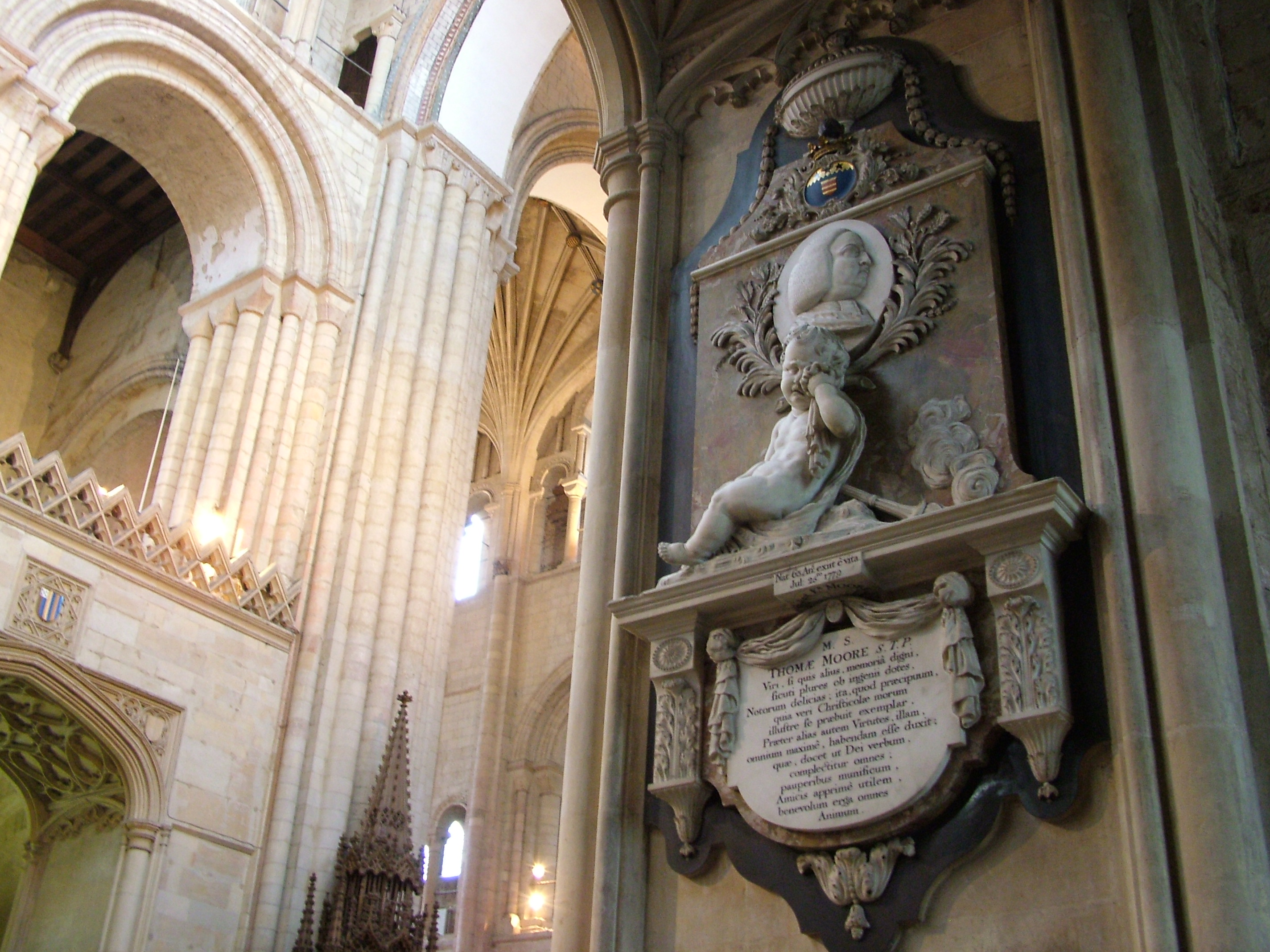
Lapide di Thomas Moore nella cattedrale di Norwich

- Poetical Works of the Late Thomas Little, Esq. (1801)
- The Gypsy Prince (in collaborazione con Michael Kelly, 1801)
- Epistles, Odes and Other Poems (1806)
- A Selection of Irish Melodies, 1 and 2 (aprile 1808)
- Corruption and Intolerance, Two Poems (1808)
- The Sceptic: A Philosophical Satire (1809)
- A Selection of Irish Melodies, 3 (gennaio 1810)
- A Letter to the Roman Catholics of Dublin (1810)
- A Melologue upon National Music (1811)
- M.P. o The Blue-Stocking (9 settembre 1811)
- A Selection of Irish Melodies, 4 (novembre 1811)
- Parody of a Celebrated Letter (stampato e circolata solo privatamente, febbraio 1812)
- To a Plumassier (Morning Chronicle, 16 marzo 1812)
- Extracts from the Diary of a Fashionable Politician (Morning Chronicle, 30 marzo 1812)
- The Insurrection of the Papers (Morning Chronicle, 23 aprile 1812)
- Lines on the Death of Mr. P[e]rc[e]v[a]l (maggio 1812)
- The Sale of the Tools (Morning Chronicle, 21 dicembre 1812)
- Correspondence Between a Lady and a Gentleman (Morning Chronicle, 6 gennaio 1813)
- Intercepted Letters, or the Two-Penny Post-Bag (marzo 1813)
- Reinforcements for Lord Wellington (Morning Chronicle, 27 agosto 1813)
- A Selection of Irish Melodies, 5 (dicembre 1813)
- A Collection of the Vocal Music of Thomas Moore (1814)
- A Selection of Irish Melodies, 6 (marzo 1815)
- Sacred Songs, 1 (giugno 1816)
- Lines on the Death of Sheridan (Morning Chronicle, giugno 1816)
- Lalla Rookh, an Oriental Romance (maggio 1817)
- The Fudge Family in Paris (20 aprile 1818)
- National Airs, 1 (23 aprile 1818)
- To the Ship in which Lord Castlereagh Sailed for the Continent (Morning Chronicle, 22 settembre 1818)
- Lines on the Death of Joseph Atkinson, Esq. of Dublin (25 settembre 1818)
- Go, Brothers in Wisdom (Morning Chronicle, 18 agosto 1818)
- To Sir Hudson Lowe (Examiner, 4 ottobre 1818)
- A Selection of Irish Melodies, 7 (ottobre 1818)
- The Works of Thomas Moore (6 volumi) (1819)
- Tom Crib's Memorial to Congress (marzo 1819)
- National Airs, 2 (1820)
- Irish Melodies, with a Melologue upon National Music (1820)
- A Selection of Irish Melodies, 8 (1821)
- Irish Melodies (1821)
- National Airs, 3 (giugno 1822)
- National Airs, 4 (1822)
- The Loves of the Angels, a Poem (23 dicembre 1822)
- The Loves of the Angels, an Eastern Romance (V edizione di Loves of the Angels) (1823)
- Fables for the Holy Alliance, Rhymes on the Road, &c. &c. (7 maggio 1823)
- Sacred Songs, 2 (1824)
- A Selection of Irish Melodies, 9 (1º novembre 1824)
- Memoirs of Captain Rock (9 aprile 1824)
- Memoirs of the Life of Richard Brinsley Sheridan (2 volumi) (1825)
- National Airs, 5 (1826)
- Evenings in Greece, 1 (1826)
- A Dream of Turtle (The Times, 28 settembre 1826)
- The Epicurean, a Tale (1827)
- National Airs, 6 (1827)
- A Set of Glees (1827)
- Odes upon Cash, Corn, Catholics, and other Matters (1828)
- Letters & Journals of Lord Byron, with Notices of his Life (volume 1) (15 gennaio 1830)
- Legendary Ballads (1830)
- Letters & Journals of Lord Byron, with Notices of his Life (volume 2) (gennaio 1831)
- The Life and Death of Lord Edward FitzGerald (2 volumi) (1831)
- The Summer Fete (1831)
- Evenings in Greece, 2 (1832)
- Irish Antiquities (The Times, 5 marzo 1832)
- From the Hon. Henry ---, to Lady Emma --- (The Times, 9 aprile 1832)
- To Caroline, Viscountess Valletort (The Metropolitan Magazine, giugno 1832)
- Ali's Bride... (The Metropolitan Magazine, agosto 1832)
- Verses to the Poet Crabbe's Inkstand (The Metropolitan Magazine, agosto 1832)
- Tory Pledges (The Times, 30 agosto 1832)
- Song to the Departing Spirit of Tithe (The Metropolitan Magazine, settembre 1832)
- The Duke is the Lad (The Times, 2 ottobre 1832)
- St. Jerome on Earth, First Visit (The Times, 29 ottobre 1832)
- St. Jerome on Earth, Second Visit (The Times, 12 novembre 1832)
- Travels of an Irish Gentleman in Search of a Religion (2 volumi) (1833)
- To the Rev. Charles Overton (The Times, 6 novembre 1833)
- Irish Melodies, 10 (1834)
- Vocal Miscellany, 1 (1834)
- The Numbering of the Clergy (Examiner, 5 ottobre 1834)
- Vocal Miscellany, 2 (1835)
- The poetical works of Thomas Moore, complete in two volumes, (1835)
- The Fudge Family in England (1835)
- The History of Ireland (vol.1) (1835)
- The History of Ireland (vol.2) (1837)
- The Song of the Box (Morning Chronicle, 19 febbraio 1838)
- Sketch of the First Act of a New Romantic Drama (Morning Chronicle, 22 marzo 1838)
- Thoughts on Patrons, Puffs, and Other Matters (Bentley's Miscellany, 1839)
- Alciphron, a Poem (1839)
- The History of Ireland (vol.3) (1840)
- The Poetical Works of Thomas Moore, collected by himself (10 volumi) (1840–1841)
- Thoughts on Mischief (Morning Chronicle, 2 maggio 1840)
- Religion and Trade (Morning Chronicle, 1º giugno 1840)
- An Account of an Extraordinary Dream (Morning Chronicle, 15 giugno 1840)
- The Retreat of the Scorpion (Morning Chronicle, 16 luglio 1840)
- Musings, suggested by the Late Promotion of Mrs. Nethercoat (Morning Chronicle, 27 agosto 1840)
- The Triumphs of Farce (1840)
- Latest Accounts from Olympus (1840)
- A Threnody on the Approaching Demise of Old Mother Corn-Law (Morning Chronicle, 23 febbraio 1842)
- "The Homeless' Guide to Love" (vol.1) (1846)
- Sayings and Doings of Ancient Nicholas (Morning Chronicle, 7 aprile 1842)
- ''More Sayings and Doings of Ancient Nicholas (Morning Chronicle, 12 maggio 1842)
- The History of Ireland (vol.4) (1846)[22]

### Trasposizioni cinematografiche
Da una sua poesia, nel 1912 è stato tratto il film muto You Remember Ellen, un cortometraggio girato in Irlanda e diretto da Sidney Olcott.
Nello stesso anno, fu girato anche Believe Me, If All Those Endearing Young Charms, un cortometraggio prodotto dalla Edison e diretto da J. Searle Dawley, tratto da una delle sue poesie.